# Siemiatycze (stacja kolejowa)
Siemiatycze – stacja kolejowa w Siemiatyczach-Stacji, w województwie podlaskim, w Polsce. Według klasyfikacji PKP ma kategorię dworca lokalnego.

## Ruch pasażerski
| Rok  | Wymiana pasażerska na dobę |
| ---- | -------------------------- |
| 2017 | 50-99                      |
| 2022 | 150-199                    |

W 1956 roku przy stacji został wybudowany dwukondygnacyjny dworzec. 12 kwietnia 2019 PKP podpisały z przedsiębiorstwem SKB umowę na jego przebudowę.